# ور جمشید
وَرِ جَمکرد یا وَرِ جمشید افسانه طوفانی است که قهرمان آن جمشید است.

## فرگرد دوم وندیداد
منبع:

### خلاصه داستان
این فرگرد را می‌توان به دو بخش تقسیم کرد: ۱ تا ۲۰ که در آن اهورا مزدا از ییمه، پسر ویونگهان، می‌خواهد که دینِ او را دریافت کند و در میان مردمان بگسترد. پس از روی‌گردانی جمشید از این کار، می‌گوید که نگاهبان مخلوقاتش باشد. جمشید این کار را انجام می‌دهد، همه مخلوقات زیاد می‌شوند، زمین بر آنان تنگ می‌گردد و او زمین را سه بار (هر بار با گذشت سی‌صد سال) می‌گستراند. در بخش دوم (۲۱ تا آخر) اهورا به جمشید خبر از فرارسیدن زمستانی سخت می‌دهد، و او را راهنمایی می‌کند تا وَری بنا کند و از هر جانور و گیاهی بهترینشان را به آن‌جا ببرد.

### اسطوره
پرسید زردشت اهورمزد را: ای اهورمزد سپندترین مِنو، دادار جهان اَستومند، ای اشو! با که نخست از مردمان همپرسیدی توِ اهورمزد بجز با منِ زردشت؟ به که فراز نمودی دین اهورائی زردشتی را؟
« متن با گفتگوی زرتشت و اهورامزدا آغاز می‌شود؛ زرتشت می‌پرسد که پیش از او با چه کسی گفتگو شده و دین به چه کسی نشان داده شده؛ پاسخ این است که به جمِ نیک‌دیدارِ خوب‌رمه. ولی او خواسته اورمزد را برای برشمردن و بُردنِ دین نمی‌پذیرد:
آنگاه به او گفتم ای زردشت منِ اهورمزد: آماده باش ای جمِ نیک‌دیدارِ ویوَنگهان برای برشمردن و بُردنِ دین من. آنگاه بمن پاسخ داد جمِ نیک‌‌دیدار ای زردشت: نی آفریده شده‌ام نی آموخته برای برشمردن و بردن دین.
سپس اورمزد از او می‌خواهد: پس جهانِ مرا فراخ کن، پس جهانِ مرا ببالان، پس باش جهان مرا پرورنده و سالار و نگهبان. جم این‌بار می‌پذیرد.»

## یاداشت
1. ↑  سپند: مقدس
2. ↑  قوه‌ای که فکر می‌کند
3. ↑  جسمانی
4. ↑  گفتگو کردی
5. ↑  نشان دادی
6. ↑  ترجمه واژه‌به‌واژه متن اوستایی
7. ↑  اشاره به شبان بودن
8. ↑  ترجمه واژه‌به‌واژه متن اوستایی